# دندره
دندره (به عربی: دندرة) یک منطقهٔ مسکونی در مصر است که در استان قنا واقع شده‌است.